# Kamerunische Fußballnationalmannschaft (U-17-Juniorinnen)
Die kamerunische U-17-Fußballnationalmannschaft der Frauen repräsentiert Kamerun im internationalen Frauenfußball. Die Nationalmannschaft untersteht der Fédération Camerounaise de Football und wird von Stéphane Ndzana Ngono trainiert.
Die Mannschaft tritt beim U-17-Afrika-Cup und der U-17-Weltmeisterschaft für Kamerun an. Den bislang größten Erfolg erreichte das Team mit zwei Halbfinal-Siegen beim Afrika-Cup 2016 und 2018 und der damit verbundenen Qualifikation für die U-17-Weltmeisterschaft. Bei ihren beiden WM-Teilnahmen kam die kamerunische U-17-Auswahl jedoch nie über die Gruppenphase hinaus.

## Turnierbilanz

### Weltmeisterschaft
| Jahr   | Gastgeber           | Platzierung        |
| ------ | ------------------- | ------------------ |
| 2008   | Neuseeland          | nicht qualifiziert |
| 2010   | Trinidad und Tobago | nicht teilgenommen |
| 2012   | Aserbaidschan       | nicht qualifiziert |
| 2014   | Costa Rica          | nicht teilgenommen |
| 2016   | Jordanien           | Gruppenphase       |
| 2018   | Uruguay             | Gruppenphase       |
| 2021 1 | Indien 1            | – 1                |
| 2022   | Indien              | nicht qualifiziert |

### Afrika-Cup
| Jahr   | Gastgeber             | Platzierung        |
| ------ | --------------------- | ------------------ |
| 2008   | Hin- und Rückspiele   | 3. Platz           |
| 2010   | Hin- und Rückspiele   | nicht teilgenommen |
| 2012   | Hin- und Rückspiele   | Viertelfinale 2    |
| 2013   | Hin- und Rückspiele   | nicht teilgenommen |
| 2016   | Hin- und Rückspiele   | Halbfinal-Sieger 2 |
| 2018   | Hin- und Rückspiele   | Halbfinal-Sieger 2 |
| 2020 3 | Hin- und Rückspiele 3 | – 3                |
| 2022   | Hin- und Rückspiele   | Halbfinale 2       |